# Queue de Spence
 La queue de Spence (processus axillaire, prolongement axillaire) est une extension du tissu du sein qui se prolonge dans la région axillaire. Il s’agit en réalité d’une extension du quadrant latéral supérieur du sein. Elle passe dans l'aisselle par une ouverture dans l'aponévrose profonde appelée foramen de Langer. 
Elle porte le nom du chirurgien écossais James Spence. 

## Voir également
- Conditions anatomiques de localisation
- Cancer du sein
- Anatomie humaine